# Верхньотуломський
Верхньотуломський (рос. Верхнетуломский) — смт у Кольському районі Мурманської області Російської Федерації.
Населення становить 1217 осіб. Належить до муніципального утворення Верхньотуломське міське поселення .

## Населення
| 1970  | 1979  | 1989  | 2002  | 2009  | 2010  | 2011  |
| ----- | ----- | ----- | ----- | ----- | ----- | ----- |
| 1609  | ↗2612 | ↗2797 | ↘2003 | ↘1832 | ↘1580 | ↘1577 |
| 2012  | 2013  | 2014  | 2015  | 2016  | 2017  | 2018  |
| ↘1512 | ↘1447 | ↘1416 | ↘1335 | ↘1289 | ↘1260 | ↘1244 |
| 2019  |       |       |       |       |       |       |
| ↘1217 |       |       |       |       |       |       |

## Рістікент
Біля сучасного Верхньотуломського, при впадінні річки Тулома в Нотозеро, колись було фінське село Рістікент. Також в селі була лютеранська церква. У 1940 році село повністю спорожніло. Сьогодні на місці села залишилося Верхньотуломське водосховище.